# Безплатний магазин

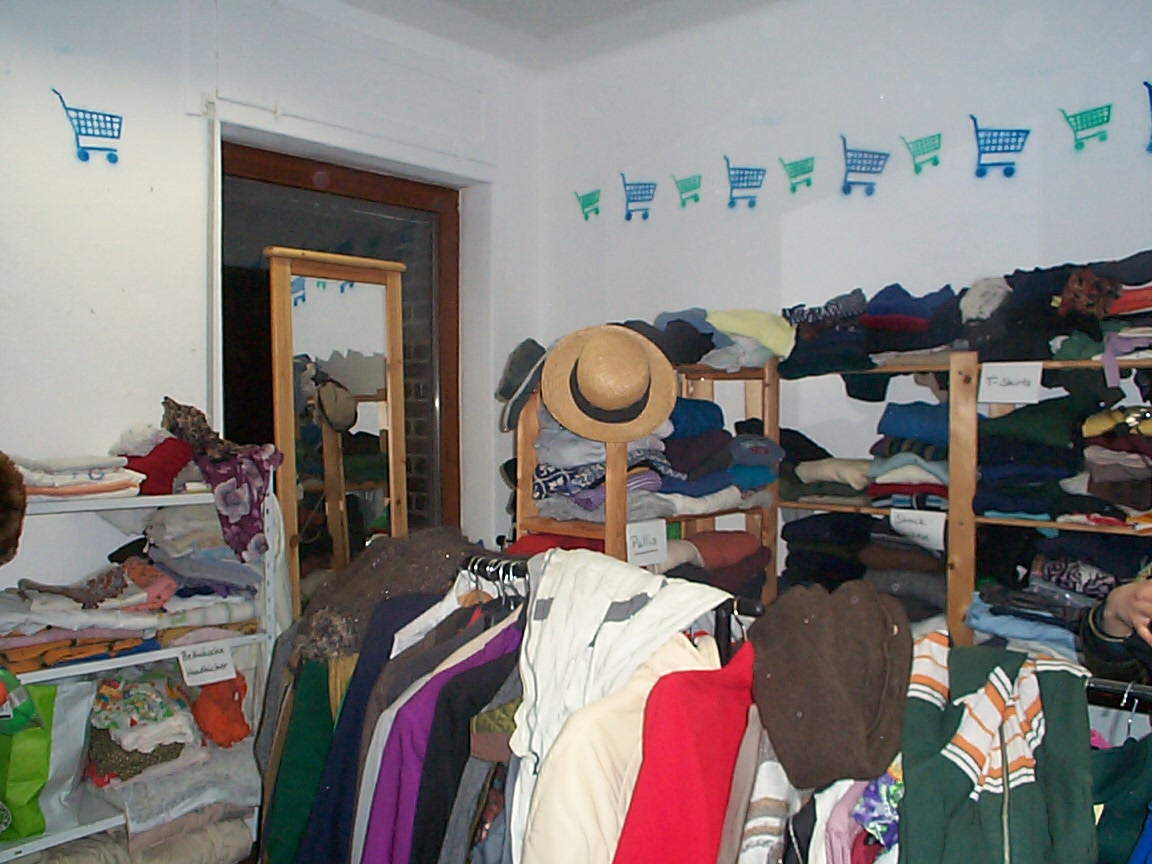
Безплатний магазин у Фрайбурзі, Німеччина

Безплатний  магази́н чи безплатна крамни́ця (англ. freeshops, freemarket, give-away shops) — магазини уживаних товарів, в яких різноманітні речі (від книг до меблів) віддають безплатно  всім охочим.
Крамниці подібного роду роздають бідним прошаркам населення, речі і одяг, що вже були в побуті родин. Західноєвропейська цивілізація пройшла декілька циклів надлишкового виробництва, перевиробництва товарів, коли з'явився їх надлишок, що не продається і засмічує склади.
Свій внесок в засмічення  родинних помешкань вносить і шопінг, звичка купувати без необхідності, без дійсної потреби в речах чи одягу. Згодом ці речі можуть безплатно  віддаватись в благодійні організації чи безплатні  крамниці. Це є давньою і поширеною традицією благодійності в сталих капіталістичних демократіях на зразок Великої Британії, Нідерландів, Бельгії, де не було великих суспільних катастроф, як у Росії. Показовим було виникнення першої безплатної крамниці в Голландії в місті Лейден.
«Покупцями», тобто відвідувачами подібних крамниць стають бідні верстви населення — пенсіонери, матері-одиначки, студенти тощо. В безплатні  крамниці можна взяти одяг для дітей і дорослих, давні книги, старі меблі. Безплатні крамниці обслуговують волонтери, що не отримують платню за свою працю.
У деяких містах (наприклад, в Афінах) навіть існують вулиці, куди можна привезти старі меблі, які шкода ламати, або морально застарілі, немодні. Їх розбирають усі охочі.